# Playground Psychotics
Playground Psychotics dvostruki je uživo album američkog glazbenika Franka Zappe i sastava The Mothers of Invention, koji izlazi u listopadu 1992.g. Originalno izdanje izlazi 1992. od izdavačke kuće "Barking Pumpkin", a reizdanje 1995. izlazi od izdavačke kuće "Rykodisc".
Album sadrži materijal iz vremena 1970. – 1971. dok je Zappa nastupao sa svojim sastavom "The Mothers" i nekoliko skladbi koje su rađene za njegov film 200 Motels. Na njemu se također nalazi nekoliko skladbi koje je Zappa izveo uživo s Johnom Lennonom i Yoko Onom.

## Popis pjesama
Sve pjesme napisao je Frank Zappa, osim gdje je drugačije naznačeno.

### Disk 1
1. "Here Comes the Gear, Lads" – 1:00
2. "The Living Garbage Truck" – 1:20
3. "A Typical Sound Check" – 1:19
4. "This Is Neat" – 0:23
5. "The Motel Lobby" – 1:21
6. "Getting Stewed" – 0:55
7. "The Motel Room" – 0:29
8. "Don't Take Me Down" – 1:11
9. "The Dressing Room" – 0:24
10. "Learning "Penis Dimension"" – 2:02
11. "You There, with the Hard On!" – 0:25
12. "Zanti Serenade" (Ian Underwood, Don Preston, Zappa) – 2:40
13. "Divan" – 1:46
14. "Sleeping in a Jar" – 1:30
15. "Don't Eat There" – 2:26
16. "Brixton Still Life" – 2:59
17. "Super Grease" (Mothers of Invention, Zappa) – 1:39
18. "Wonderful Wino" (Jeff Simmons, Zappa) – 4:52
19. "Sharleena" – 4:23
20. "Cruisin' for Burgers" – 2:53
21. "Diptheria Blues" (Mothers of Invention) – 6:19
22. "Well" (Walter Ward) – 4:43
23. "Say Please" (John Lennon, Yoko Ono, Zappa) – 0:57
24. "Aaawk" (Lennon, Ono, Zappa) – 2:59
25. "Scumbag" (Lennon, Ono, Howard Kaylan, Zappa) – 5:53
26. "A Small Eternity with Yoko Ono" (Lennon, Ono) – 6:07

### Disk 2
1. "Beer Shampoo" – 1:39
2. "Champagne Lecture" – 4:29
3. "Childish Perversions" – 1:31
4. "Playground Psychotics" – 1:08
5. "The Mudshark Interview" – 2:39
6. "There's No Lust in Jazz" – 0:55
7. "Botulism on the Hoof" – 0:47
8. "You Got Your Armies" – 0:10
9. "The Spew King" – 0:24
10. "I'm Doomed" – 0:25
11. "Status Back Baby" – 2:49
12. "The London Cab Tape" (Mothers of Invention) – 1:24
13. "Concentration Moon, Part One" – 1:20
14. "The Sanzini Brothers" (Underwood, Mark Volman, Kaylan) – 1:33
15. "It's a Good Thing We Get Paid to Do This" – 2:45
16. "Concentration Moon, Part Two" – 2:04
17. "Mom & Dad" – 3:16
18. "Intro to Music for Low Budget Orchestra" – 1:32
19. "Billy the Mountain" – 30:25
20. "He's Watching Us" – 1:21
21. "If You're Not a Professional Actor" – 0:23
22. "He's Right" – 0:14
23. "Going for the Money" – 0:12
24. "Jeff Quits" – 1:33
25. "A Bunch of Adventures" – 0:56
26. "Martin Lickert's Story" – 0:39
27. "A Great Guy" – 0:30
28. "Bad Acting" – 0:10
29. "The Worst Reviews" – 0:20
30. "A Version of Himself" – 1:02
31. "I Could Be a Star Now" – 0:36

## Vanjske poveznice
- Detalji o izlasku albuma